# Chiesa di San Giuseppe (Messina)
La chiesa di San Giuseppe è un luogo di culto di Messina ubicato in via Cesare Battisti. Appartenente all'arcidiocesi di Messina-Lipari-Santa Lucia del Mela, vicariato di Messina Centro sotto il patrocinio della Madonna della Lettera, arcipretura di Messina.

## Storia

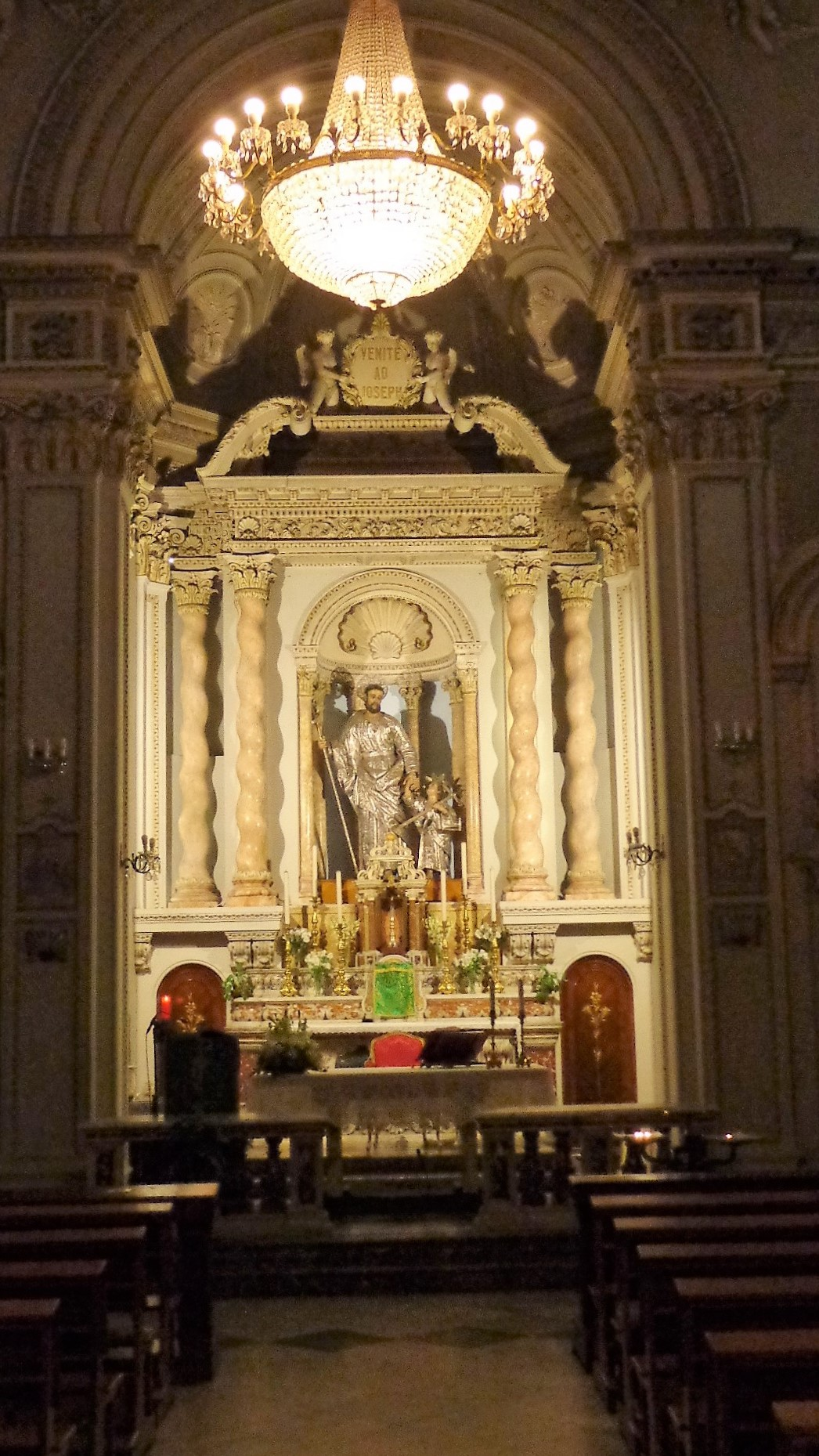
Navata.

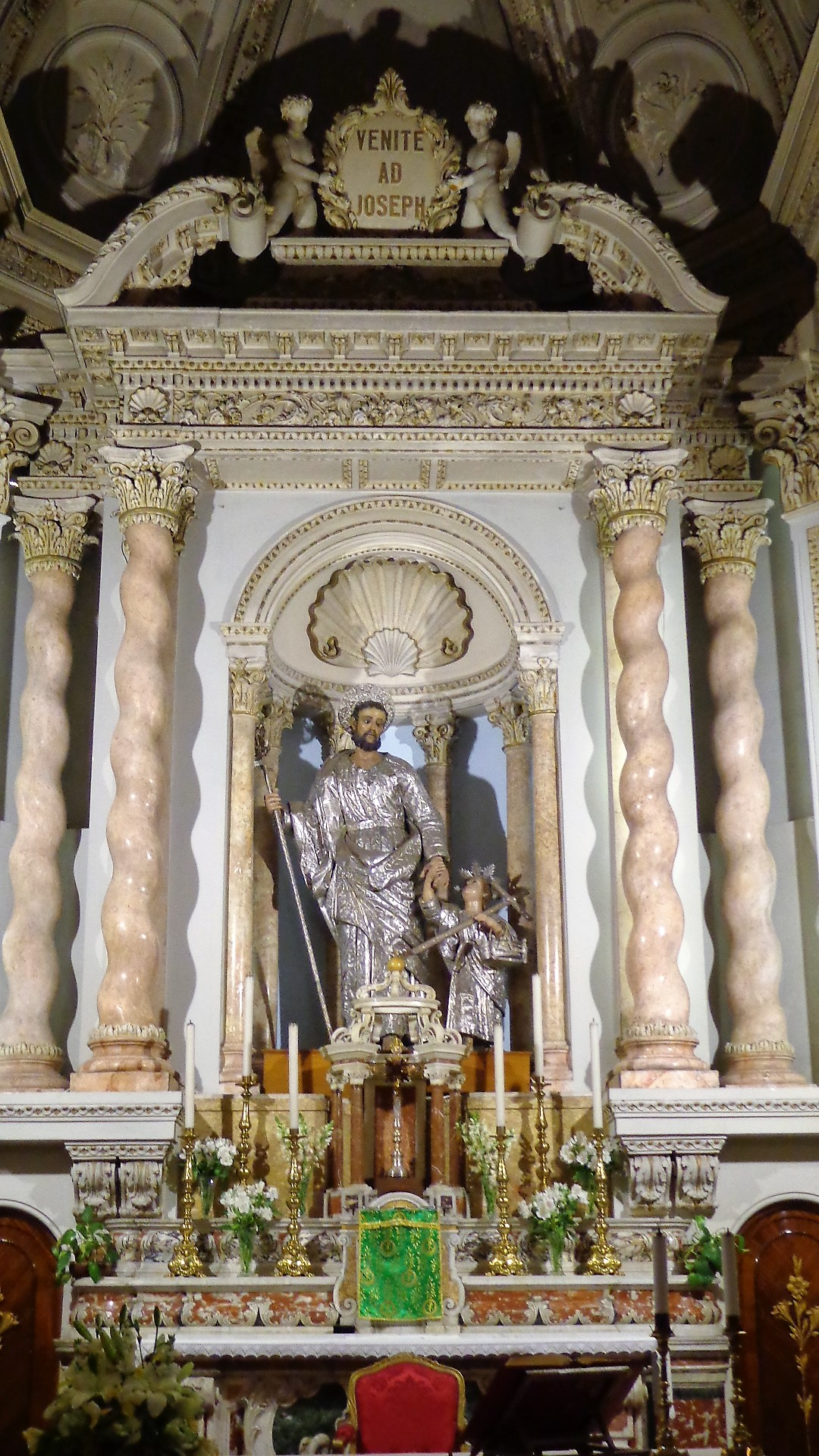
Altare maggiore.

Chiesa primitiva. Luogo di culto altrimenti conosciuto come chiesa di San Giuseppe al Palazzo, denominazione dovuta alla vicinanza al Palazzo Reale.
Lo storico Placido Samperi menziona l'esistenza di un luogo di culto con lo stesso titolo, sul piano del palazzo o in un sito diverso, pertanto è verosimile che in quel contesto temporale, si trattasse di un ancor più primitivo tempio, poi ricostruito.

### Epoca rinascimentale
Nel 1485 si costituiva la Confraternita dei legnaiuoli sotto il titolo «San Giuseppe», tra gli obblighi si imponeva di tenere vivi il culto e la devozione verso il glorioso patriarca Falegname di Nazareth. Qualche anno dopo nel 1488, il sodalizio edifica la chiesa di San Giuseppe.
Il tempio è descritto dallo storico Giuseppe Bonfiglio come «sacrario assai bene tenuto et ornato con lavori di stucchi compartiti d'oro vagamente e riccamente, nella cui soffitta si vedono dipinte l'arme di tutta la Nobiltà di Messina». In questa chiesa nel 1516 si pacificarono i Nobili e i Cittadini, in seguito ai tumulti suscitati dal popolo per essere stato escluso dalla partecipazione ai pubblici incarichi.
Nel 1742 il vecchio tempio, reso fatiscente dall'ingiuria del tempo e degli elementi, fu totalmente restaurato ed arricchito di opere di pregio artistico. Nel 1775 con decreto sottoscritto il 19 marzo dello stesso anno, il Senato di Messina proclamava solennemente San Giuseppe patrono della città.

### Epoca contemporanea
Nel 1903, a seguito di un lascito munifico di Luigi Costa Saja, la settecentesca statua lignea del Santo, attribuita a Letterio Buceti, console della confraternita nel 1770, fu rivestita da una ricca lamina d'argento artisticamente cesellata nelle fattezze, opera di argentieri messinesi.
Il tempio di San Giuseppe e le opere in esso racchiuse seguirono le stesse sorti dell'intero patrimonio storico - artistico - architettonico messinese devastati dal terremoto di Messina del 1908. Rimase indenne il prezioso simulacro del Santo, intorno al quale si ricompose l'antica Confraternita dei Falegnami, il cui proposito fu da quel giorno quello di ridare a San Giuseppe una nuova e degna sede.
Chiesa attuale. Nel 29 gennaio 1938, sciogliendo l'antico voto, la confraternita inaugurava la nuova chiesa di San Giuseppe di via Cesare Battisti, consacrata dall'arcivescovo ed archimandrita Angelo Paino.
Tra il 1956 ed il 1960 furono realizzati i lavori di decorazione dell'interno con la sistemazione definitiva della statua di San Giuseppe nella nicchia presso l'altare maggiore. Terminati i lavori, rinnovata nelle sue linee architettoniche ed arricchita da artistiche decorazioni a stucco ed oro il 9 marzo 1960 veniva riaperta al culto.
Parete destra:
- Prima arcata: Altare di San Michele Arcangelo;
- Seconda arcata: Altare del Crocifisso e della Madonna Addolorata;
- Terza arcata: Altare della Madonna del Rosario.

## Opere
Nel primitivo tempio sono documentati il quadro della Madonna con San Giuseppe collocato sull'altare maggiore, opera di Antonello Riccio, e la tavola di San Giuseppe che guida il Bambino, attribuita a Polidoro da Caravaggio. Sul fregio attorno al tetto, i bassorilievi raffiguranti i misteri del Nascita, Vita e Morte del Redentore opere di Stefano Giordano allievo di Polidoro da Caravaggio. I quadretti raffiguranti San Pietro e San Paolo, opere di Alonso Lazzaro.
All'interno della chiesa è presente una pregevole statua della Madonna del Rosario, posta su un prezioso fercolo dorato, scultura patrocinata dalla Confraternita dei Pescivendoli.

## Oratorio di San Giuseppe
- Gesù, Giuseppe e Maria, opera di Alonso Rodriguez.[2]

L'oratorio fu edificato dopo la rivolta antispagnola del 1674 - 1678, "circa un anno dopo la rioccupazione di Messina" quando "il governo borbonico determinò di fare del largo di terranova una vera piazza d'armi".

## Confraternita dei legnaiuoli sotto il titolo «San Giuseppe»
- 1485, La Confraternita dei legnaiuoli sotto il titolo «San Giuseppe» raggruppava i "maestri d'ascia di poteca", i "maestri d'ascia di noce" ed i "maestri d'ascia dell'opera della Marina". Nel 1486 stabiliva la sua sede presso l'oratorio della chiesa di San Giuseppe, sita nel quartiere denominato del "Piliero".

## Confraternita dei Pescivendoli
Sodalizio oggi estinto.